# 四季社
四季社（法語：Société des saisons）是一个具有雅各宾派倾向的共和主义组织，在七月王朝时期发挥了重要作用。1837年，路易·奥古斯特·布朗基、阿尔芒·巴贝斯和马丁·贝尔纳创建该组织，继承了“家族社”的衣钵。该组织按照密谋原则运作，每7人组成一个单位，称为“星期”，每4个“星期”组成一个“月”，每3个“月”组成一个“季”，每4个“季”组成一个“年”。成员必须无条件服从上级指令，各个单位之间没有横向联系。该组织的成员主要是工人、手工业者和小资产阶级知识分子，宗旨是通过暴力推翻金融贵族的统治，由少数革命者建立一个没有私有财产、无特权、人人平等的社会，致力于实现正义与和平。该组织拥有约1500名成员。1839年5月12日，四季社在巴黎发动一场起义，迅速被当局镇压，并导致该组织瓦解。1840年，部分革命工人和大学生试图重组四季社，但未能坚持，不久也解散了。